# Луис Муријел
Луис Фернандо Муријел Фруто (енгл. Luis Fernando Muriel Fruto; 16. април 1991) — колумбијски фудбалер који игра на позицији нападача. Тренутно наступа за Орландо Сити и репрезентацију Колумбије.